# 横浜旭郵便局
横浜旭郵便局（よこはまあさひゆうびんきょく）は神奈川県横浜市旭区にある郵便局。民営化前の分類では集配普通郵便局であった。

## 概要
住所：〒241-8799 神奈川県横浜市旭区本村町44-2

### 併設施設
- ゆうちょ銀行横浜旭店（さいたま支店横浜旭出張所）：取扱店番号02432

## 沿革
- 1962年（昭和37年）7月9日 - 西保土ケ谷郵便局として、保土ケ谷区四季美台に開設。同日、川井郵便局[1]から集配業務と和文電報配達業務を移管[2]。
- 1963年（昭和38年）6月16日 - 特定郵便局から普通郵便局に局種別改定するとともに、保土ケ谷西郵便局に改称。
- 1967年（昭和42年）10月25日 - 和文電報配達事務を希望が丘電報電話局、中山電報電話局、保土ヶ谷電報電話局に移管。
- 1969年（昭和44年）10月20日 - 横浜旭郵便局に改称。
- 1996年（平成8年）7月1日 - 外国通貨の両替および旅行小切手の売買に関する業務取扱を開始。
- 2007年（平成19年）10月1日 - 民営化に伴い、併設された郵便事業横浜旭支店、ゆうちょ銀行横浜旭店に一部業務を移管。
- 2012年（平成24年）10月1日 - 日本郵便株式会社発足に伴い、郵便事業横浜旭支店を横浜旭郵便局に統合。

## 取扱内容

### 横浜旭郵便局
- 郵便、印紙、ゆうパック、内容証明
- 生命保険、バイク自賠責保険、自動車保険
- 地方公共団体事務（横浜市バス・電車利用券等の交付）
- 「241-00xx」「241-08xx」区域（横浜市旭区の全域）の集配業務
- ゆうゆう窓口

### ゆうちょ銀行横浜旭店
- 貯金、貸付、為替、振替、振込、国際送金、外貨両替、トラベラーズチェック、国債、投資信託、変額年金保険
- ATM

## 周辺
- 旭警察署
- 横浜富士見丘学園中等教育学校

## アクセス
- 相鉄本線・いずみ野線 二俣川駅（北口）から徒歩約11分
- 相模鉄道バス 高地停留所、もしくは二俣川橋停留所下車
- 保土ヶ谷バイパス 本村ICからすぐ
- 神奈川県道40号横浜厚木線（厚木街道）沿い
- 駐車場あり：6台(三井のリパーク)